# Цепешть
Цепешть, Цепешті (рум. Țepești) — село у повіті Вилча в Румунії. Входить до складу комуни Тетою.
Село розташоване на відстані 176 км на захід від Бухареста, 49 км на південний захід від Римніку-Вилчі, 52 км на північ від Крайови.

## Населення
За даними перепису населення 2002 року у селі проживали 504 особи, з них 503 особи (99,8%) румунів. Рідною мовою 503 особи (99,8%) назвали румунську.